# Hukeng, Fujian
Hukeng (kinesiska: 湖坑) är en köping i sydöstra Kina. Den ligger i stadsdistriktet Yongding i staden Longyan i provinsen Fujian, omkring 290 kilometer sydväst om provinshuvudstaden Fuzhou. Antalet invånare är 11 482. Befolkningen består av 5 660 kvinnor och 5 822 män. Barn under 15 år utgör 17,0 %, vuxna 15-64 år 66 %, och äldre över 65 år 15,0 %.